# 5778 Jurafrance
5778 Jurafrance (1989 YF5) là một tiểu hành tinh vành đai chính được phát hiện ngày 28 tháng 12 năm 1989 bởi E. W. Elst ở Đài thiên văn Haute-Provence.